# Coniopteryx sestertia
Coniopteryx sestertia är en insektsart som beskrevs av Meinander 1998. Coniopteryx sestertia ingår i släktet Coniopteryx och familjen vaxsländor. Inga underarter finns listade i Catalogue of Life.